# Caravaggio
Michelangelo Merisi da Caravaggio (Milà, Llombardia, 29 de setembre de 1571 - Porto Ercole, Toscana, 18 de juliol de 1610) conegut com a Caravaggio per ser descendent de pares nascuts a Caravaggio (Bèrgam), Llombardia, ciutat on també passà part de la seva infantesa. Pintor llombard, és un dels exponents més destacats de l'escola naturalista que va sorgir a la Península Apenina com a oposició al corrent manierista que va dominar l'escenari artístic del segle xvi.

## Context històric

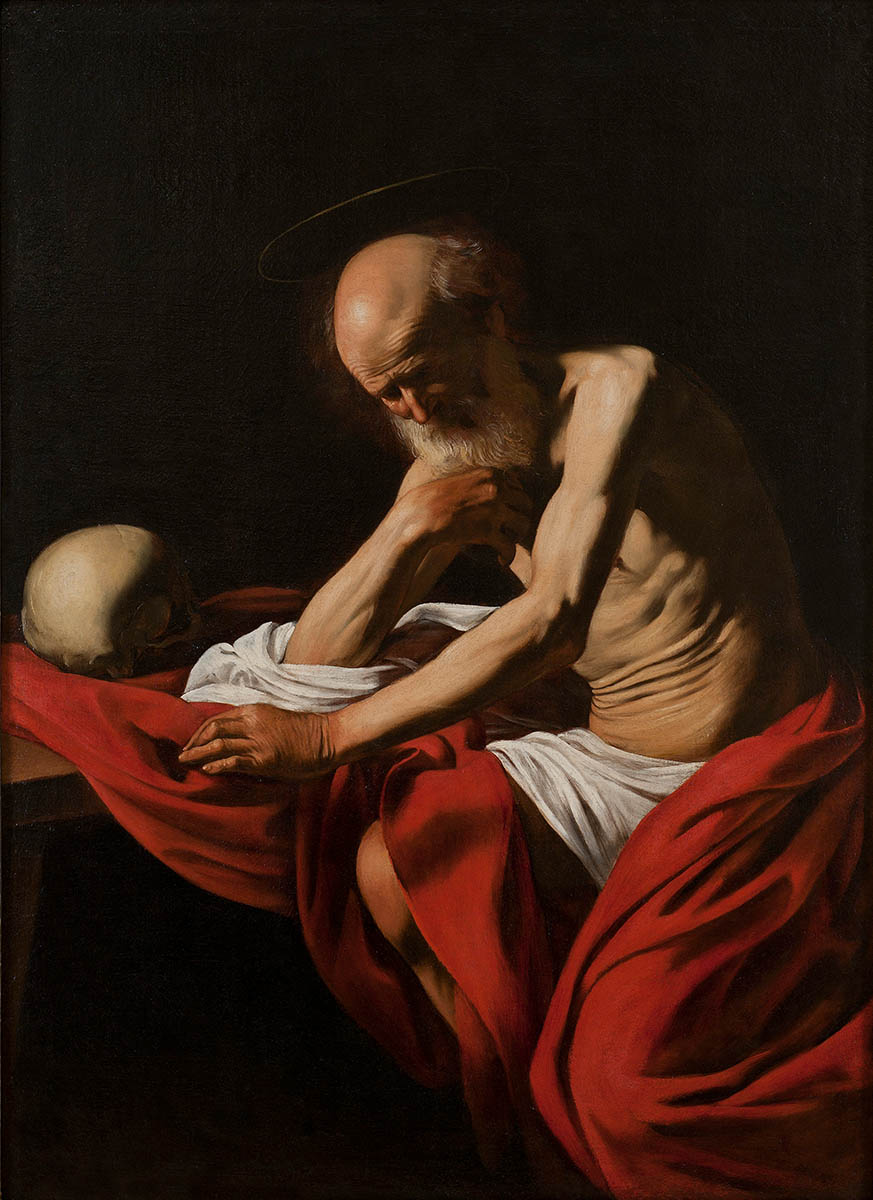
San Jeroni Penitent

Les noves construccions clericals i els enormes palaus que s'estaven construint a la Roma de finals del segle xvi i principis del segle xvii necessitaven ser omplerts i decorats per pintures. L'Església de la Contrareforma cerca l'art religiós autèntic, amb el qual vol contrarestar l'amenaça del protestantisme, i per a aquesta empresa les convencions artificials del manierisme, que havia dominat l'art durant gairebé un segle, ja no semblaven adequades. La novetat de Caravaggio era un naturalisme radical que combinava observació física detallada amb una aproximació, fins i tot teatral, dramàtica mitjançant el clarobscur, l'ús de llum i ombra.
Caravaggio i Annibale Carracci són dos pintors coetanis, famosos i considerats decisius en la conformació pictòrica del Barroc. Caravaggio va restar en l'oblit gairebé absolut després de la seva mort. Ha estat al segle xx quan s'ha revalorat la seva obra i la transcendent importància per al decurs de l'art occidental, la fi del manierisme i l'adveniment del Barroc.

## Biografia

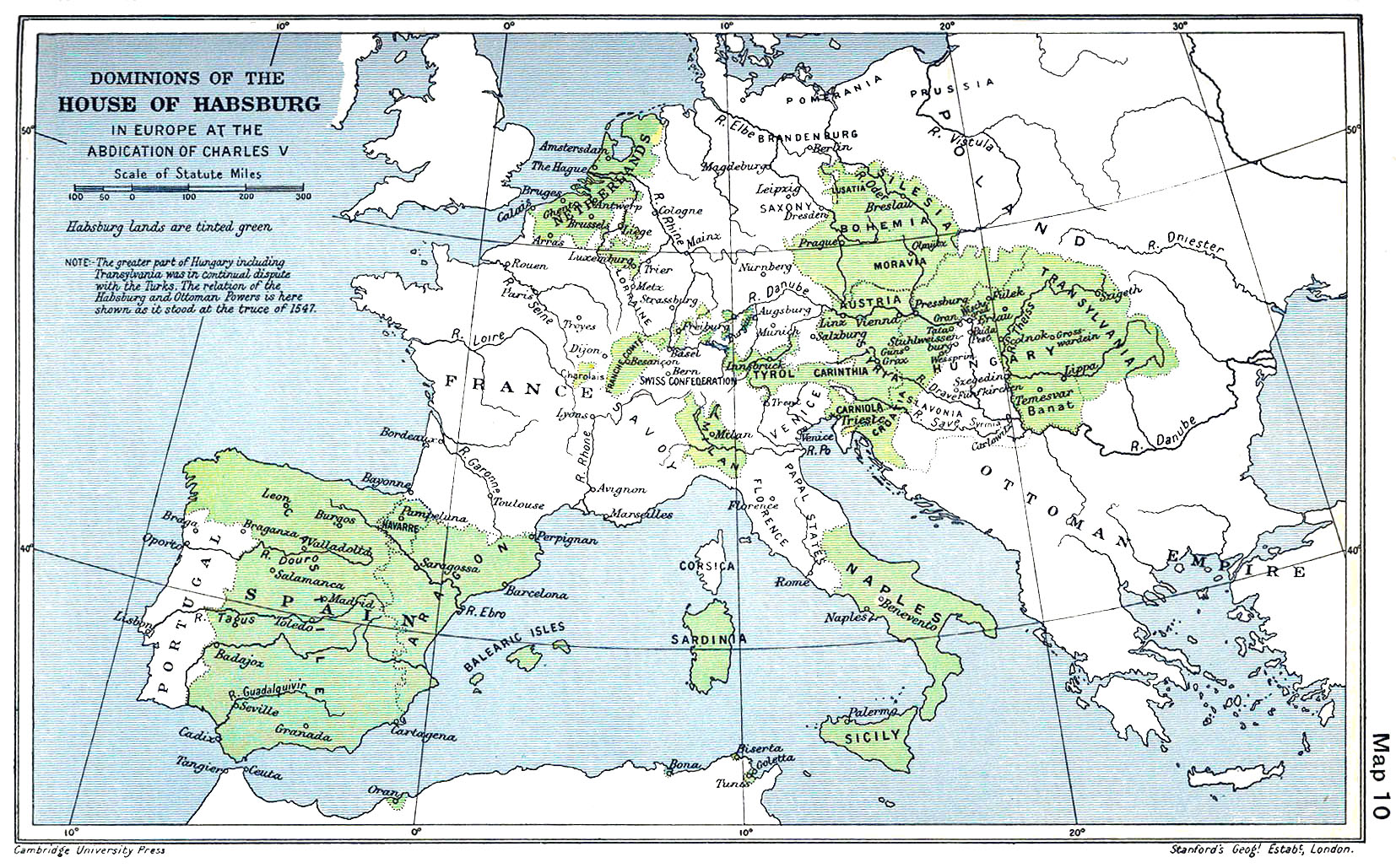
Possessions de Carles I a Europa després d'abdicar

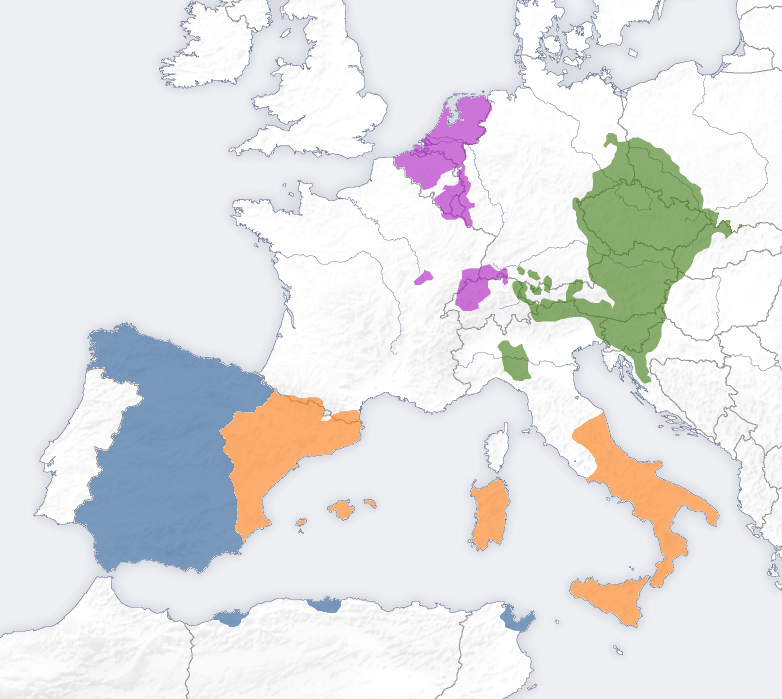
Regne de Castella
Corona d'Aragó
Borgonya
Habsburg

Fill de Fermo Merisi que treballava com a arquitecte i administrador de Francesc I Sforza que era marquès de Caravaggio, una ciutat a aproximadament trenta quilòmetres de Milà. La seva mare, Lucia Aratori, venia d'una família adinerada del mateix districte. Cap dels nens Merisi està inscrit als registres baptismals de Caravaggio, tot sembla indicar que Michelangelo Merisi va néixer a Milà, on el Marchese tenia el seu jutjat i on vivia el seu pare. En aquella època Milà era territori de la dinastia dels Habsburg.
El 1576 la família es protegia a Caravaggio per evitar una plaga que assolava Milà. El pare de Caravaggio va morir aproximadament el 1577. Es creu que l'artista va créixer a Caravaggio, però la seva família mantenia estretes relacions amb els Sforza i amb la poderosa família Colonna, que estaven emparentats per enllaç matrimonial amb els Sforza i destinats a tenir un paper essencial en la vida de Caravaggio.
Caravaggio va aprendre l'art de pintar a Milà d'un mestre manierista deixeble de Ticià, Simone Peterzano, i sobretot a partir de l'estudi de les obres d'alguns artistes venecians. Va ser influenciat per l'obra de Leonardo, pel naturalisme alemany i el gust pel detall de la pintura Llombarda. Després dels anys d'aprenentatge a Milà, de 1592 a 1606 va treballar a Roma, on va obrir un taller propi i no va tardar a destacar no solament pel seu original enfocament de l'obra pictòrica, sinó també per la seva vida irregular, en què se succeïen baralles i episodis reveladors del seu caràcter tempestuós i la seva falta d'escrúpols. Es diu que Caravaggio va tenir una mal reputada amant de nom Arabel de Serrano.
De Caravaggio s'ha dit que va ser un revolucionari tant per la seva vida turbulenta com per la seva pintura, en la qual va plantejar una oposició conscient al Renaixement i al manierisme. Sempre va cercar, abans que res, la intensitat efectista a través de vehements contrasts de clarobscur que esculpeixen les figures i els objectes, i per mitjà d'una presència física de vigor incomparable, molt teatral. En evitar qualsevol vestigi d'idealització i fer del realisme la seva bandera, va pretendre abans que res que cap de les seves obres no deixés indiferent l'espectador.
Les obres dels primers anys milanesos de Caravaggio són desconegudes. La producció romana de la major part de la dècada de 1590 consisteix fonamentalment en pintures de gènere que combinen la figura humana amb motius de natura morta. Constitueix un exemple emblemàtic d'aquesta primera etapa creativa El tocador de llaüt, on un jove de bellesa efeminada i sensual comparteix protagonisme amb fruites, flors i una sèrie d'objectes relacionats amb la música. En aquestes primeres obres resulta ja evident l'ús estètic de Caravaggio dels jocs de llums i ombres, si bé el clarobscur només serveix aquí com a creador de volums i de profunditat, sense afegir a l'acció efectes de dramatisme, com seria habitual en les creacions posteriors de l'artista. El sopar d'Emaús, una de les seves obres mestres, datada cap a 1600, es caracteritza pels sumptuosos tons foscos, ombres envoltants i feixos de llum clara que incideixen en punts determinats, i assenyala el començament del període de maduresa de l'artista, que es decanta obertament per la temàtica religiosa i treballa per encàrrec dels grans comitents de l'època. Algunes de les seves obres són rebutjades pel naturalisme amb què aborda els passatges bíblics, però no falten els mecenes laics disposats a adquirir els que el clergat no veu amb bons ulls.

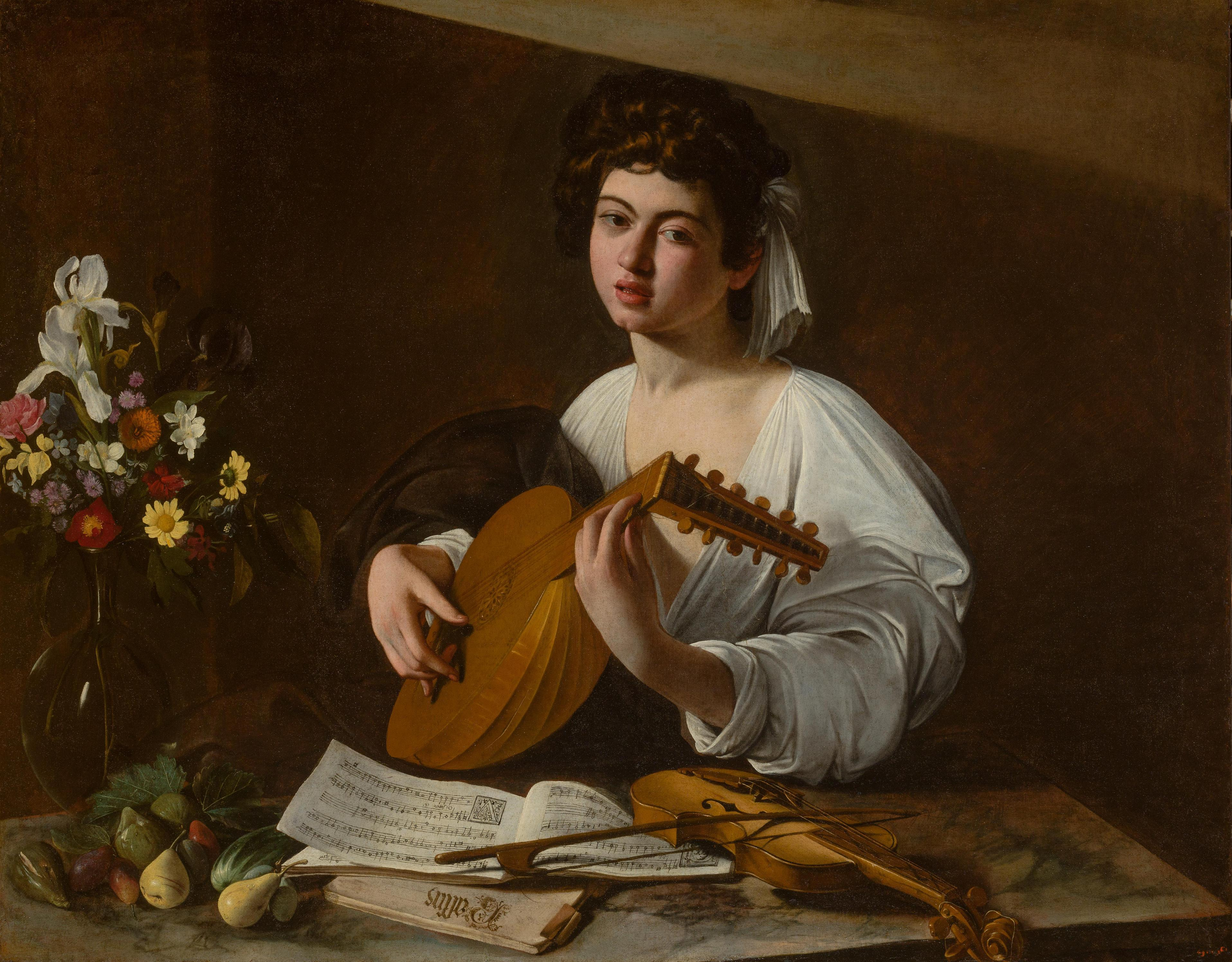
El tocador de llaüt (1595-1596). Oli sobre tela, 100 x 126,5 cm; Museu de l'Ermitage, Sant Petersburg.
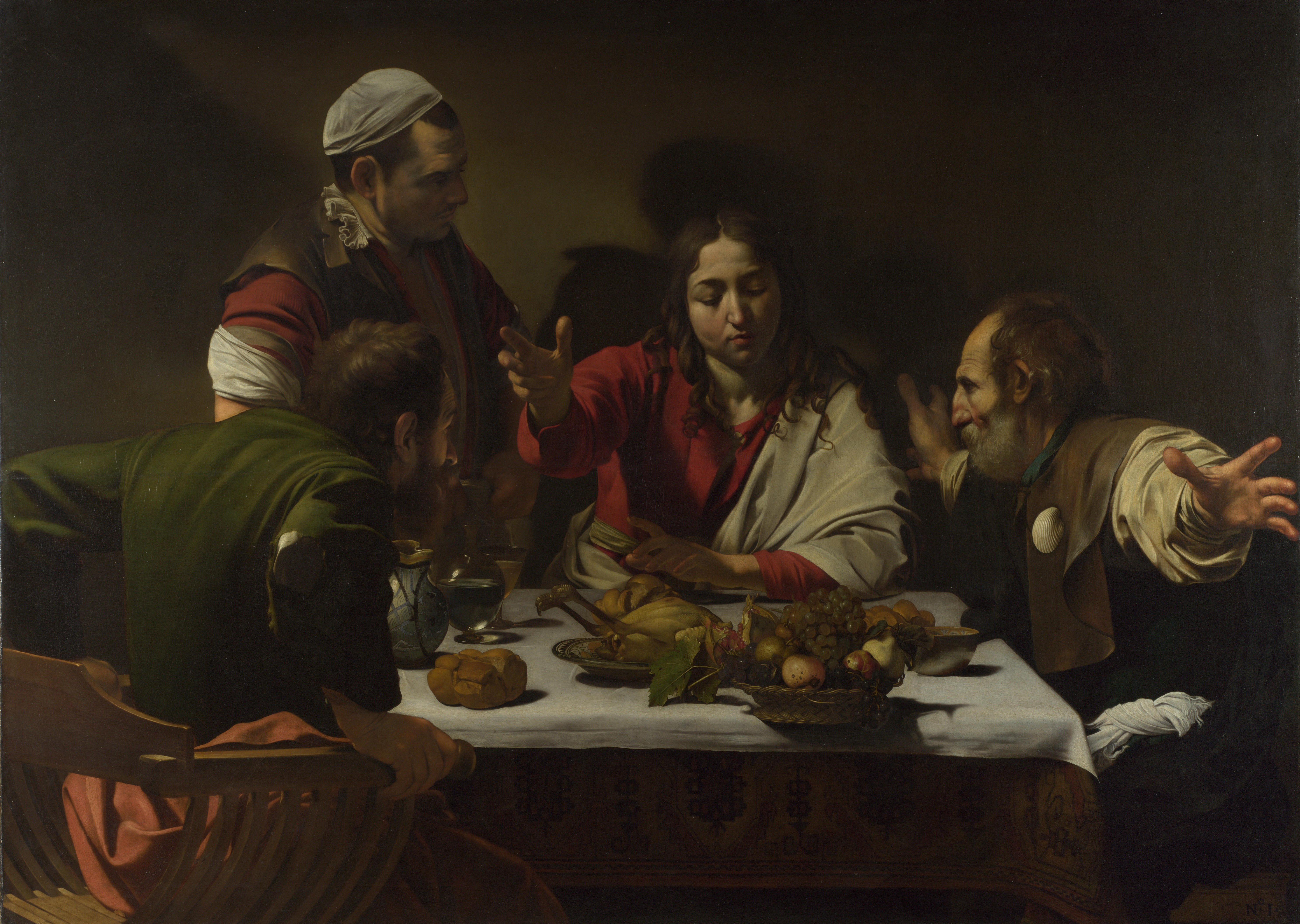
El sopar a Emaús (~1601). Oli i tremp sobre tela, 141 x 196,2 cm; National Gallery de Londres
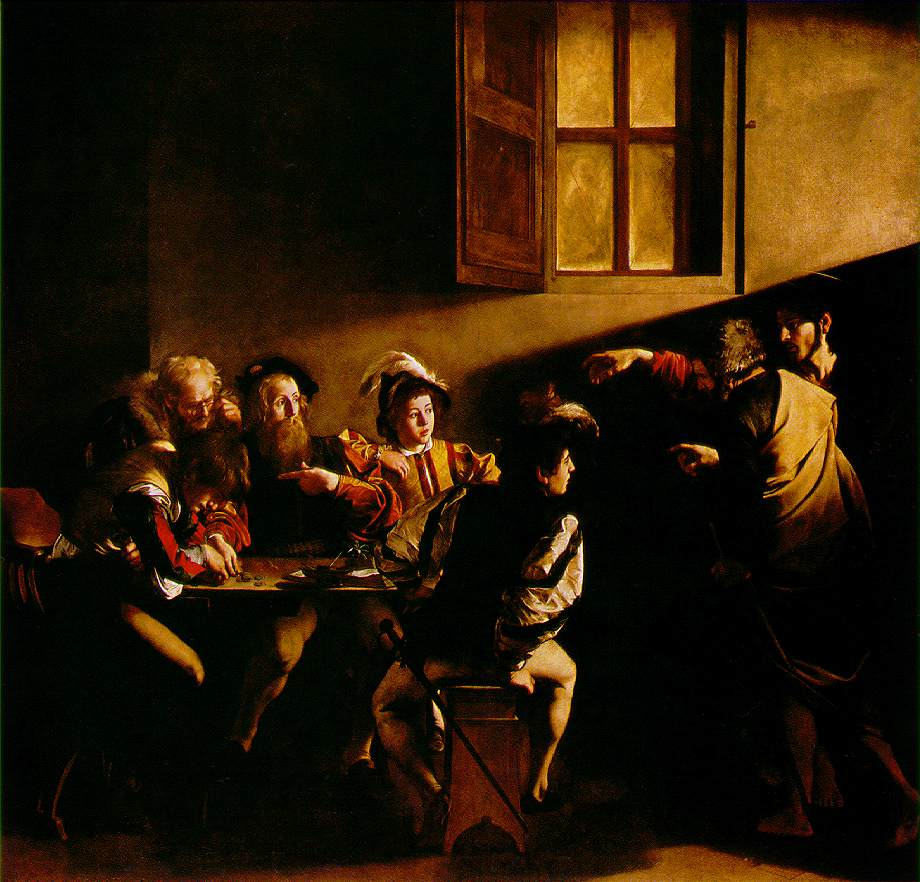
La Vocació de Sant Mateu. (1599-1600), Oli sobre tela, 323 x 343 cm; Roma, Església de Sant Lluís dels Francesos.
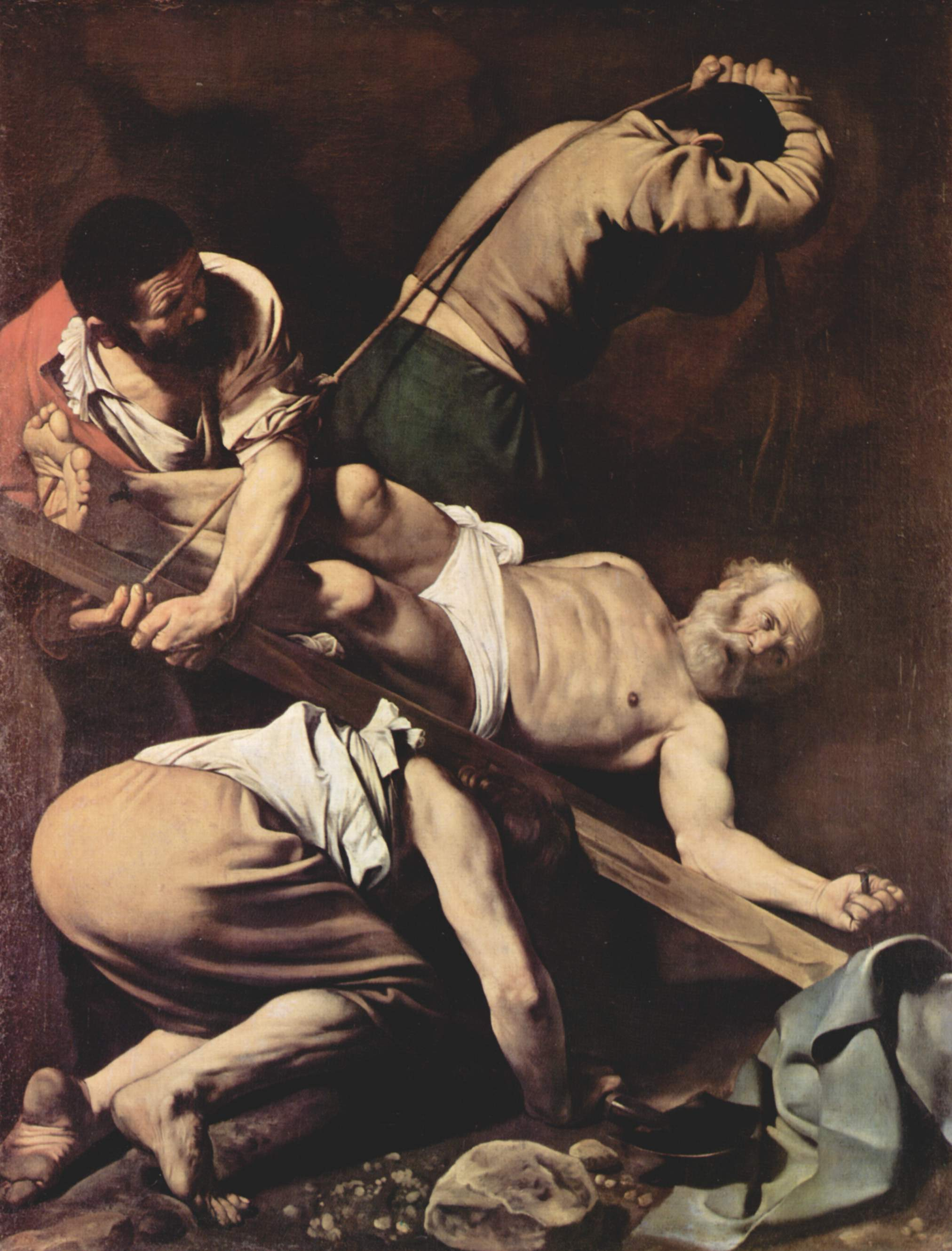
Crucifixió de Sant Pere (1601). Oli sobre tela, 230 x 175 cm; Roma, Església Sant Maria del Popolo.

Malgrat l'anterior, va ser un alt càrrec eclesiàstic qui va resultar determinant per a la carrera de Caravaggio: el cardenal Francesco Maria del Monte, ambaixador dels Medici a Roma, que va comprar algunes de les seves obres i va propiciar que li fos encarregada, el 1599, la decoració pictòrica de la capella Contarelli, ubicada a l'església romana de Sant Lluís dels Francesos. Aquest va ser el seu primer encàrrec monumental, i hi corresponen dues de les grans realitzacions de l'artista: La vocació de Sant Mateu i El martiri de San Mateu. Són també creacions fonamentals d'aquesta època La crucifixió de Sant Pere i La conversió de Sant Pau, ambdues per a la capella Cerasi de Santa Maria del Popolo. Són obres, totes elles, dominades per una intensa acció dramàtica, molt estudiades des del punt de vista compositiu i en les quals s'obtenen resultats esplèndids amb una gran economia de mitjans.
El 1606, Caravaggio va matar un home en una baralla i es va veure obligat a fugir de Roma, on, a desgrat seu, mai no va poder tornar. Els quatre anys següents transcorren bàsicament entre Nàpols i Sicília. Durant aquest temps va atendre sobretot encàrrecs religiosos i va pintar algunes obres en les quals el seu dramatisme característic deixava pas a una gran serenitat. Han quedat testimonis pictòrics de les seves estades a Nàpols i Sicília. La seva mort sembla haver estat tan torbosa com la seva vida. Va morir a Porto Ercole, tocant als Estats Pontificis, el 1610 en una platja solitària, afligit de malària, després del pas per una presó on hi va anar a parar, sarcàsticament, per error i en va sortir gràcies a un suborn.

## Obra

### Un realisme fregant el naturalisme

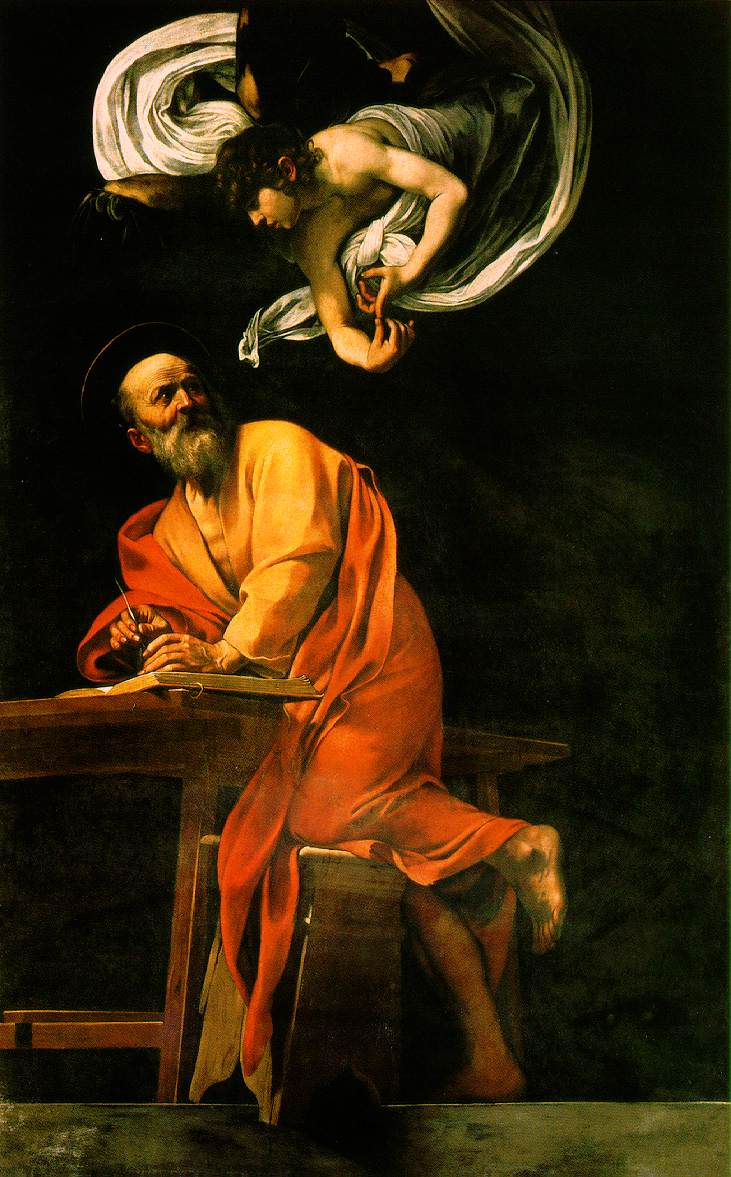
Sant Mateu i l'Àngel (1602). Oli damunt llenç, 295 x 195 cm, Roma, Església de Sant Lluís dels Francesos. La primera versió d'aquesta obra va ser destruïda durant els bombardeigs de Berlín a la Segona Guerra Mundial.

Llevat de la pintura inicial, Caravaggio va produir majoritàriament pintures religioses, a fi d'atendre les demandes del clergat. Tanmateix, les seves obres escandalitzaren amb freqüència i li va ser imposat sovint el refer quadres en ser rebutjades les teles proposades.
Dos dels majors retrets que li seran sempre realitzats són el naturalisme realista en oposició al classicisme imperant, així com la selecció dels seus models. Així doncs, és un qüestionament estètic i ètic.
Caravaggio no buscava belles figures lleugerament etèries per representar els actes i personatges de la Bíblia a les seves pintures sinó que preferia escollir als seus models d'entre el poble: prostitutes, nois del carrer o captaires posarien sovint per als personatges dels seus quadres, incloent els sants bíblics. Un magnífic Sant Jeroni seu, representat a través d'un vell decrèpit, es conserva al Museu de Montserrat. Per a La Flagel·lació, va compondre, una espècie de coreografia, on esmerçats romans dediquen el seu esforç a torturar a un Crist que no sembla patir sinó estar absort, mostrant un cos resplandent. Per al Sant Joan Baptista amb el xai, mostra un noi de mirada provocativa i en posició lasciva. Es deia que el model era un dels seus amants.
La posició de l'Església sobre això dona testimoni de certa esquizofrènia: per una part, aquest tipus de vulgarització de la religió li interessa molt en una època en què la Contrareforma s'estén per la Itàlia catòlica, a fi de mostrar-se sota una aparença humana en contrast amb l'austeritat pregonada pel protestantisme: d'altra banda, la representació dels sants sota trets vulgars de bergants sortits dels baixos fons era jutjat com incompatible amb els valors de puresa i de santedat quasi aristocràtics que defensava l'Església de l'època.
Aquest sentiment es va reforçar per l'elecció de Caravaggio de preocupar-se molt pel realisme en l'execució de les seves figures: rebutjava corregir les imperfeccions dels seus models i representar-los més bells o d'una manera més d'acord amb les representacions que l'Església ha fet dels seus sants. Per exemple, la primera versió del seu Sant Mateu i l'àngel va ser rebutjada no només per la sensualitat de l'àngel, que va ser jutjada com a inadequada, sinó també per la brutícia dels peus del sant, minuciosament reproduïda del model.

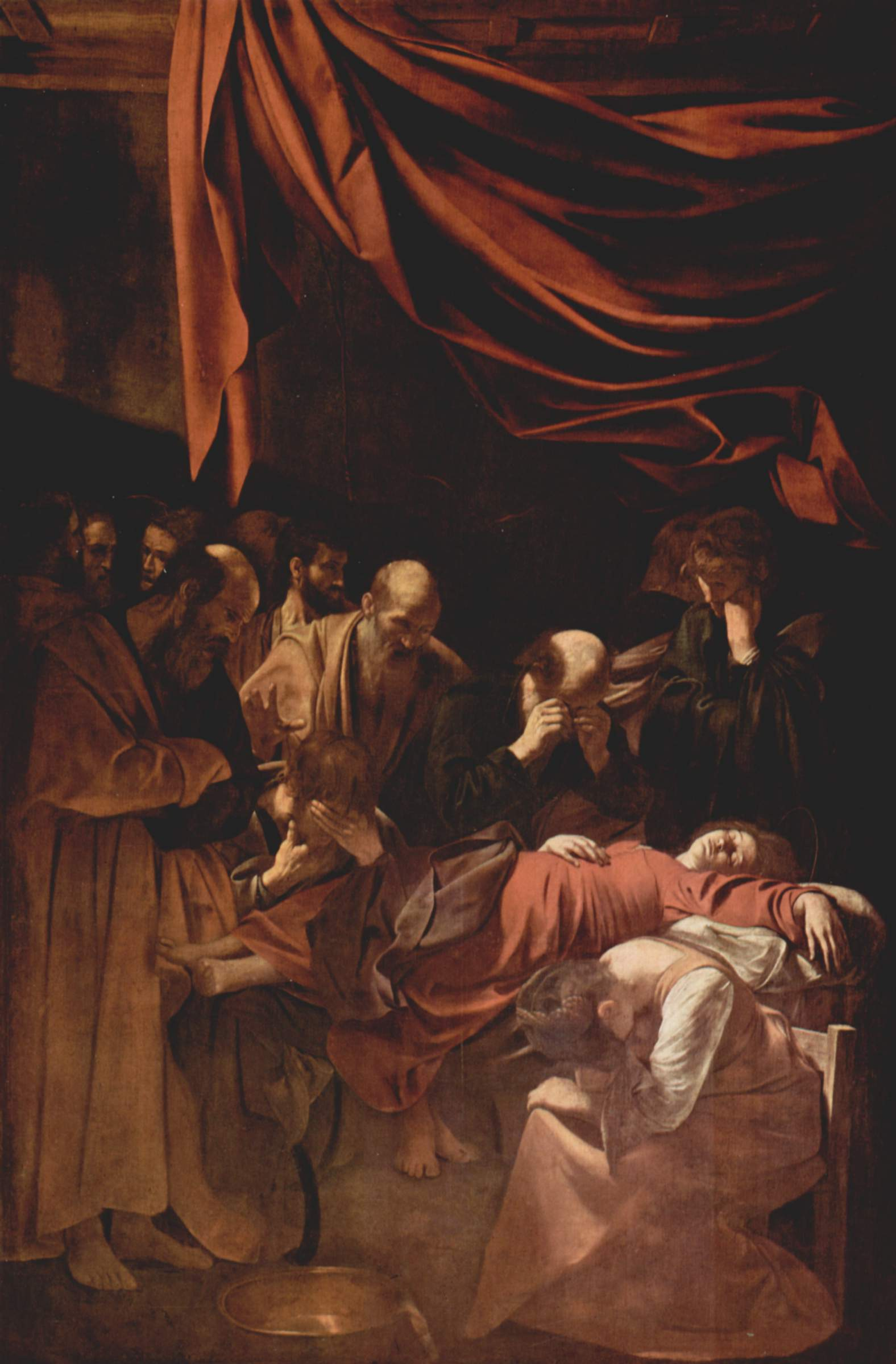
La Mort de la Mare de Déu (~1606). Oli damunt llenç, 369 x 245 cm, París, Museu del Louvre.
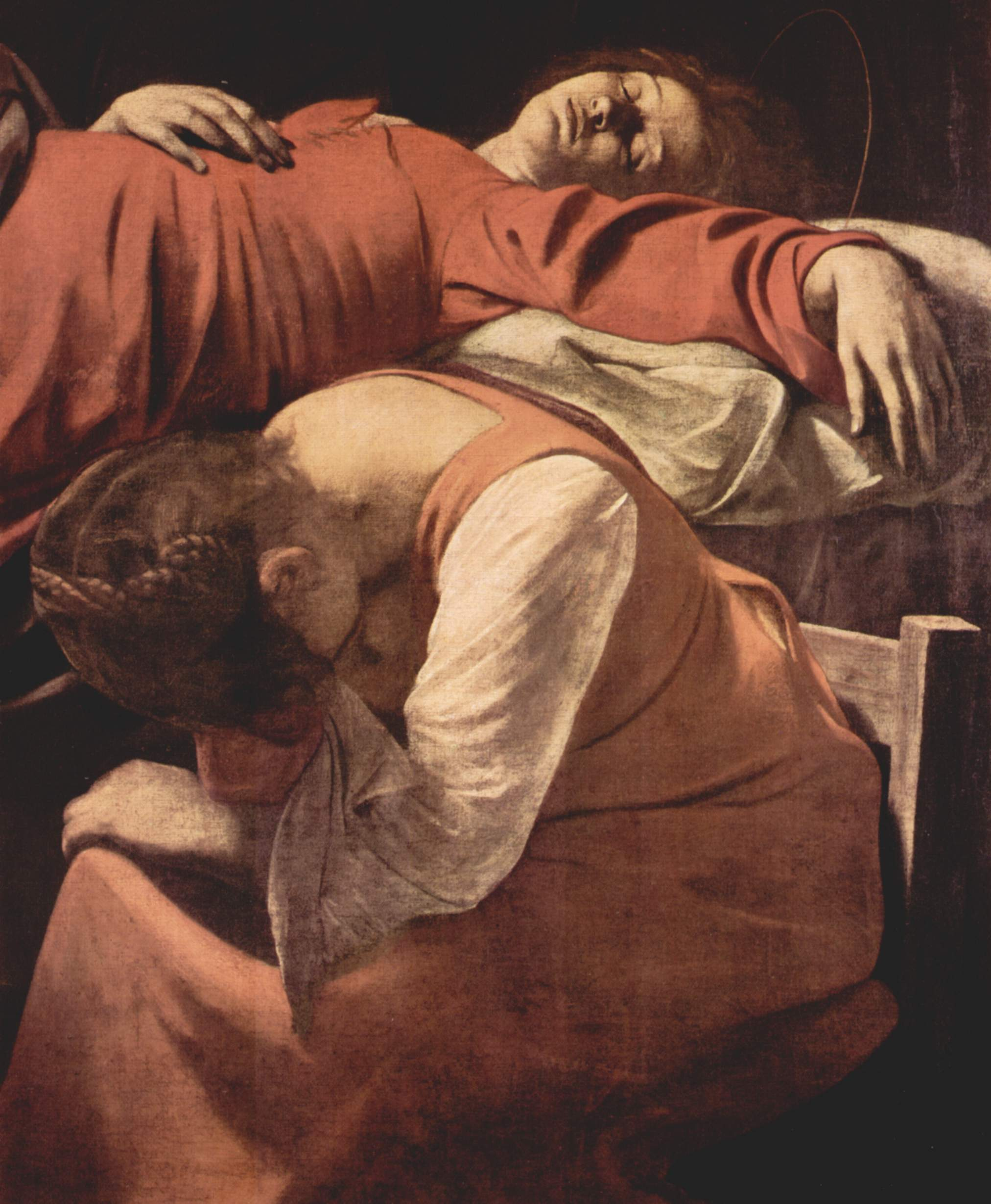
La Mort de la Mare de Déu, detall. Encarregada el 1602, segurament lliurada el mateix any, com molt tard el 1606.
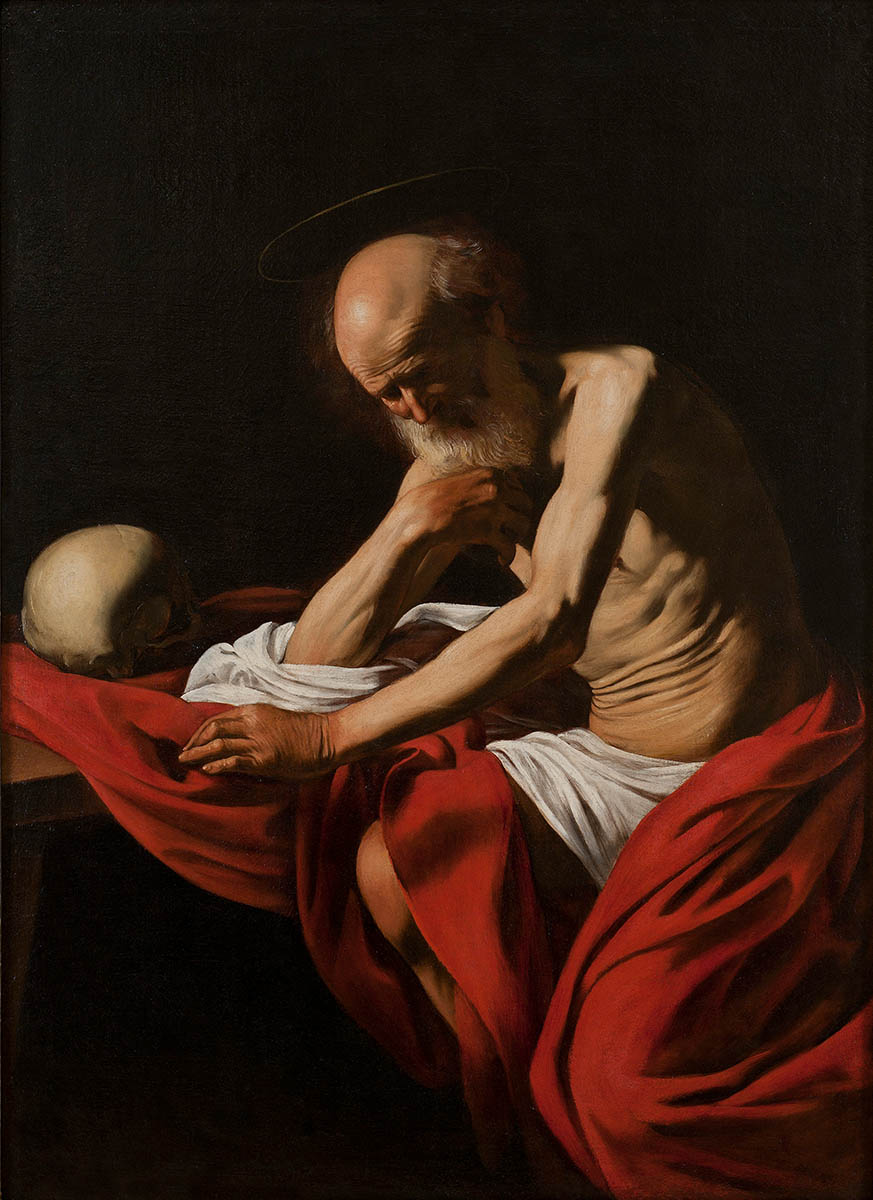
San Jeroni Penitent

La pintura de Caravaggio que causaria el major escàndol als ulls de l'Església va ser La Mort de la Mare de Déu, per la representació tan realista del cos de la Verge Maria amb el ventre inflat. Hi va haver el rumor estès segons el qual la model hauria estat el cadàver d'una coneguda prostituta prenyada i ofegada al Tíber.
Així, la consideració de l'Església catòlica cap a Caravaggio i els seus quadres oscil·larà d'un extrem a un altre de la seva carrera entre l'acolliment entusiasta i el rebuig absolut. El pintor hi trobarà tant els seus majors protectors -com el cardenal Francesco Maria del Monte- com els seus enemics més grans.
Però la condemna no vindrà només de l'Església: les eleccions de Caravaggio, associades a la seva mala reputació, li valdran nombroses crítiques entre els vehements al llarg dels temps. Nicolas Poussin -malgrat haver-se inspirat enormement en ell- dirà del pintor que "va arribar per destruir la pintura". D'altres el van qualificar de pintor del lletjor, com en l'article que li dedica una prestigiosa enciclopèdia del segle xix:
"Considerat com a pintor, Caravaggio és un executant de primer ordre: la seva pintura és ferma i d'una bella factura, però el seu naturalisme l'ha arrossegat cap als confins de la lletjor, i és possible plantejar-se dubtes sobre la legitimitat del sistema del clarobscur que ell va posar de moda i que feia jugar al negre un paper abusiu. "
La Gran Enciclopèdia: inventari raonat de les ciències, les lletres i les arts - sota la direcció de M. Berthelot. "La Gran Enciclopèdia" (París, 1885-1902)

### Els cossos imponents i l'erotisme ambigu

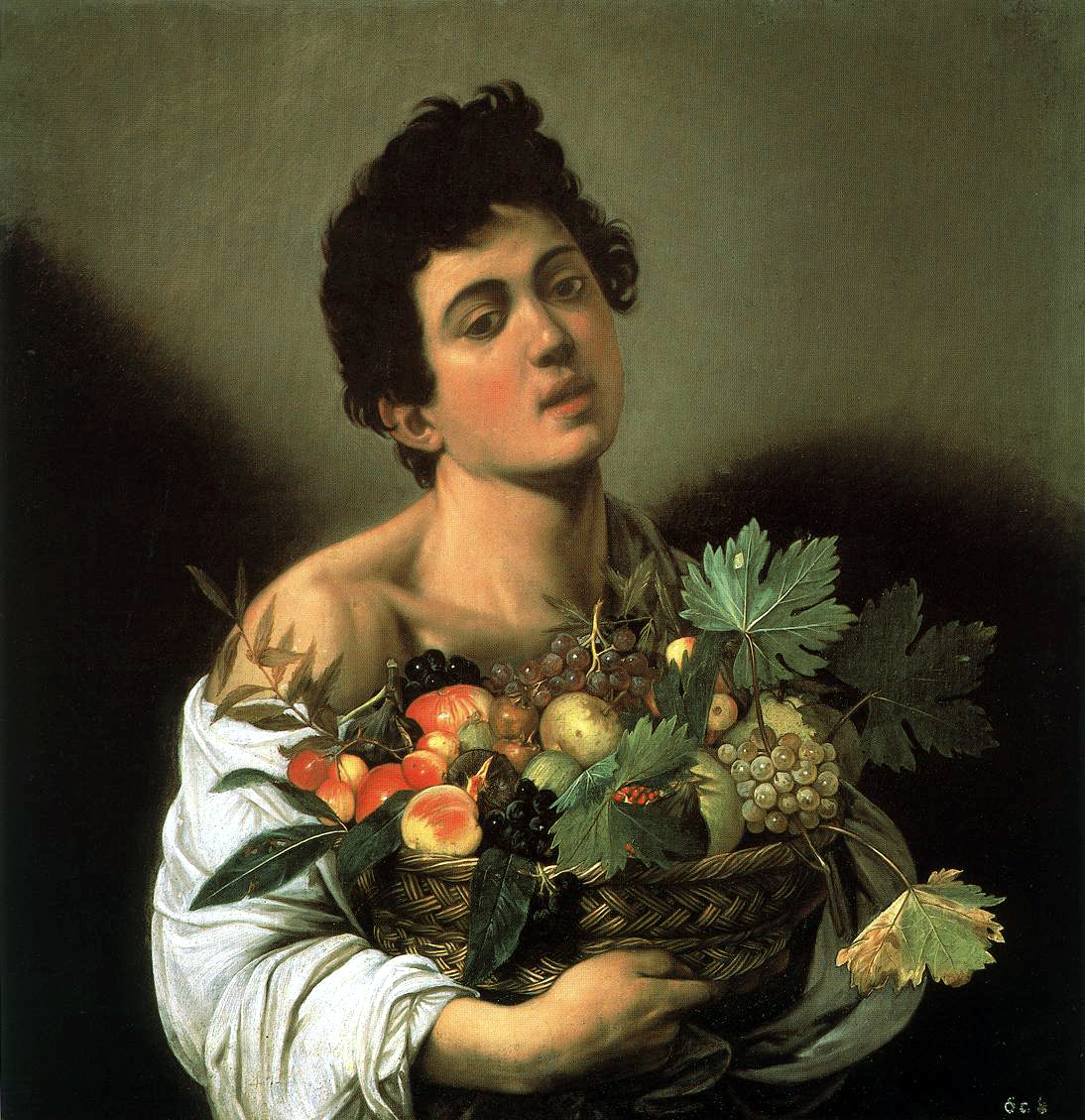
Xicot amb cistella de fruites. (~1594), Oli damunt llenç, 70 x 67cm, Roma, Galleria Borghese, autoretrat.

La figura humana juga un rol primordial a la pintura de Caravaggio. Al marge d'algunes natures mortes executades en els seus inicis, els personatges són sempre els subjectes principals dels seus quadres: siguin en retrats o en posades en escena, els elements decoratius se solen reduir a porcions congruents -que no serveixen més que per fer ressaltar els personatges- o bé es troben totalment absents.
Més particularment encara, el cos humà és un objecte de fascinació per a Caravaggio. Pren una gran cura a representar-lo en els seus menors detalls amb el major dels realismes, com ho exemplifiquen la pàl·lida blancor de la pell de sant Joan Baptista o la pols sota els peus de sant Mateu, que tants retrets li reportaria.

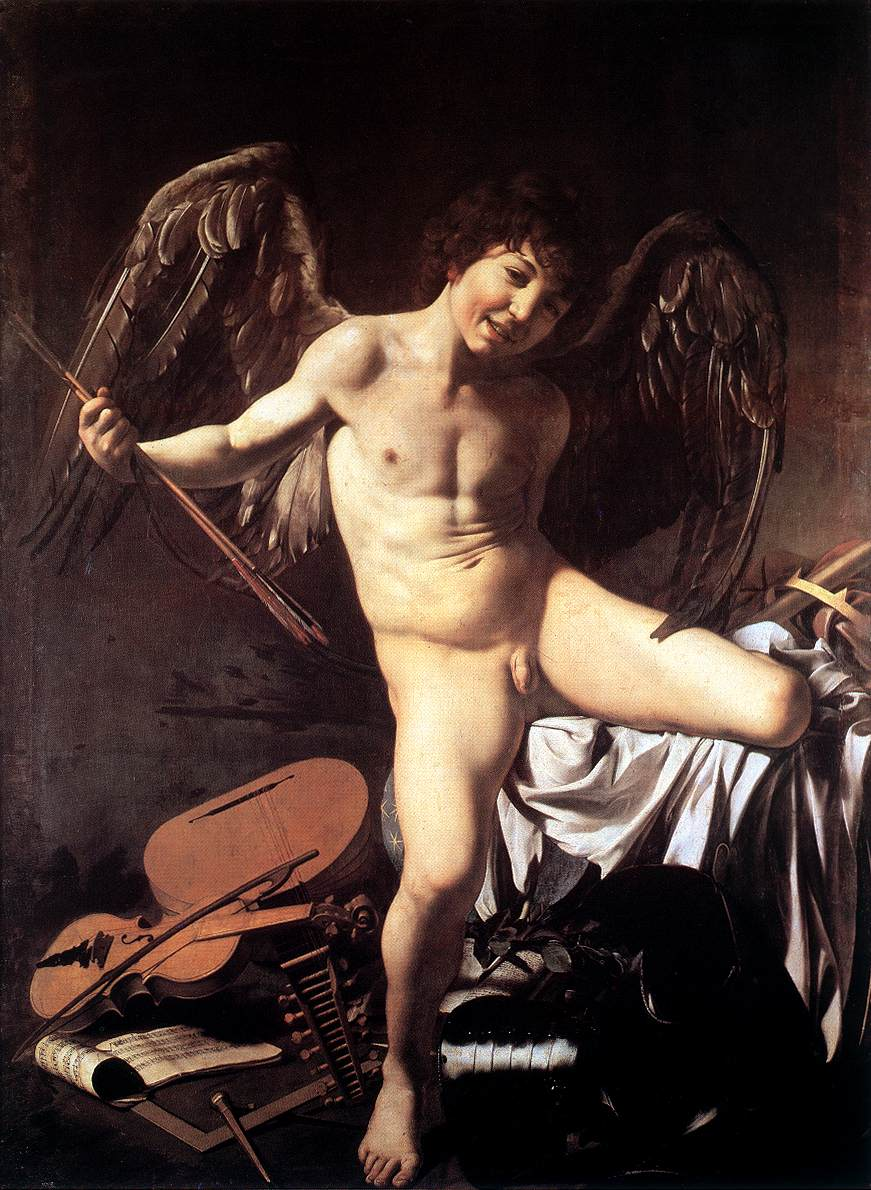
Amor victoriós. (1602 - 1603), Oli damunt llenç, 156 x 113 cm. Gemäldegalerie (Berlín)

Els cossos de Caravaggio són gairebé exclusivament masculins, joves o vells: no se'n coneixen representacions de dones nues. Sembla tenir una predilecció pels cossos marcats, imponents i dotats de musculatures notables: a nombroses pintures, els personatges semblen envair tot el quadre. Això és particularment apreciable en els quadres com el David de 1600, el Crist a la columna o fins i tot en la Coronació d'espines.
L'erotisme que es desprèn d'aquests cossos imponents és sovint pertorbador, cosa que li va valer nombroses crítiques. Les tendències homosexuals atribuïdes no han estat establertes amb exactitud, i aquest és un assumpte que alguns cronistes incomodats prefereixen guardar en silenci, fins i tot actualment, però l'observació de la seva obra en deixa pocs dubtes. Aquesta sexualitat, considerada infame a l'època i vigorosament condemnada per l'Església, li va portar molts problemes amb la justícia i amb el poder: va ser implicat en nombrosos assumptes de "mals costums".
Així, molts dels seus quadres van ser introduïts a l'Índex pel seu erotisme ambigu, fins i tot en els quadres religiosos: el Crist mateix, en la Incredulitat de Sant Tomàs, és representat amb una sensualitat especialment particular; l'expressió lànguida de l'àngel a Sant Mateu i l'Àngel, considerada com a trivial i fora de lloc, li va valer al quadre el ser rebutjat pels seus comanditaris del clergat.
El pintor i crític Giovanni Baglione, que admirava Caravaggio per la seva tècnica i de qui va rebre una gran inspiració, era també el seu enemic declarat i sovint va tenir disputes amb ell. Cap a 1602, en resposta al sulfurós Amor victoriós, va pintar diverses versions d'un quadre titulat L'amor diví i l'amor profà posant en escena el mateix jove noi sorprès per un àngel diví mentre les extravagàncies amb un sàtir o un dimoni. En una d'aquestes versions conservada a Roma, el sàtir gira el cap cap a l'espectador, i podem reconèixer els trets de Caravaggio caricaturitzat per Baglione.
Encara avui, més de 400 anys després, l'erotisme de Caravaggio no ha perdut el seu caràcter molest, subversiu i ambigu: els nostres contemporanis tenen dificultat en observar quadres com L'Amor victoriós, el Jove Sant Joan Baptista i el xai o fins i tot Els músics sense sentir un cert pudor.

### Obres
Categoria principal: Quadres de Caravaggio
- Descans en la fugida a Egipte (1597)
- El tocador de llaüt (1595-1596)
- La inspiració de sant Mateu (1602)
- La Mort de la Mare de Déu (1606)
- La vocació de Sant Mateu (1599-1600)
- Resurrecció de Llàtzer (1609)
- Sant Jeroni penitent (1605|1606)
- Santa Caterina d'Alexandria (1598)
- David vencedor de Goliat (1600)
- El sopar a Emaús (1601)
- La captura de Crist (1602)